# Quaix-en-Chartreuse
Quaix-en-Chartreuse is een gemeente in het Franse departement Isère (regio Auvergne-Rhône-Alpes) en telt 740 inwoners (1999). De plaats maakt deel uit van het arrondissement Grenoble.

## Geografie
De oppervlakte van Quaix-en-Chartreuse bedraagt 17,9 km², de bevolkingsdichtheid is 41,3 inwoners per km². De gemeente ligt in het massief van de Chartreuse.
De onderstaande kaart toont de ligging van Quaix-en-Chartreuse met de belangrijkste infrastructuur en aangrenzende gemeenten.

## Demografie
Onderstaande figuur toont het verloop van het inwonertal (bron: INSEE-tellingen).

1. ↑  Populations de référence 2022.